# Підочноямковий канал

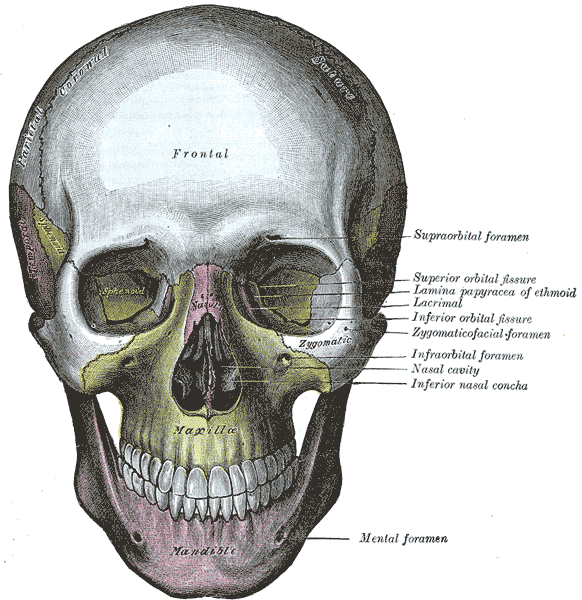
Череп людини. Підочноямковий отвір (вихід з підочноямкового каналу) видно на жовтому тлі верхньої щелепи під очницею.

Підочноямковий канал або підорбіта́льний кана́л (лат. canalis infraorbitalis) — кістковий канал у верхній щелепі, який сполучає очницю з ікловою ямкою верхньої щелепи (лицева поверхня).
Канал починається в середній частині нижньої стінки очниці підочноямкова борозна (sulcus infraorbitalis) і закінчується підочноямковим отвором (foramen infraorbitalis) в ікловій ямці (fossa canina). Через канал проходять однойменний нерв, артерія та вени: підочноямковий нерв (чутливі волокна трійчастого нерва), підочноямкова артерія (гілка верхньощелепної артерії) і верхні коміркові вени, притоки верхньощелепної вени. Канал має дугоподібний вигляд, напрямок: ззаду наперед, зверху вниз. До нижньої стінки каналу підходять багато маленьких альвеолярних нервів, що обумовлює наявність для них великої кількості маленьких отворів (foramina alveolaris).

## Медичне значення
Канал має значення для проведення знечулення в стоматології в рамках місцевої анестезії.